# Killer Instinct 2
Killer Instinct 2 (normalmente abreviado como KI2) é um jogo de luta de arcade de 1996, desenvolvido pela Rareware, licenciado pela Nintendo, e manufaturado pela Midway Games. KI2 é uma sequência de Killer Instinct, de 1994, um jogo de arcade que foi lançado para o arcade e mais tarde para o SNES. Como o jogo anterior, o jogo apresenta um controle de oito botões, sendo seis botões para cada ataque (três para socos e três para chutes), podendo ser jogado nos modos solo e versus.
Há uma modificação na versão de KI2, para o Nintendo 64, como pode ser visto abaixo no jogo  Killer Instinct Gold, de 1997.

## História
A história começa exatamente de onde o primeiro Killer Instinct parou. Todo o prédio da Ultratech é enviado 2000 anos no passado com a morte de Eyedol. Junto com o prédio, são levados Jago, Combo, Orchid e, sem que eles saibam, Sabrewulf e um modelo mais avançado de Fulgore. O novo Fulgore já estava em construção enquanto o velho lutava. Seus criadores buscaram corrigir todas as falhas do velho modelo nele, além de dar-lhe novas habilidades. Já Sabrewulf foi submetido a experimentos horríveis, incluindo a substituição de seus braços por braços mecânicos com garras estendidas, muito maiores e muito mais letais. Mas esses experimentos custaram a sanidade de Sabrewulf, que sucumbe à sua fera interior e vai perdendo seu lado humano.
Jago pede ajuda ao seu espírito-guia, o Tiger Spirit, e é aí que ele se choca: o Tiger Spirit era nada menos que Gargos, o segundo lorde da guerra. Diferentemente de Eyedol, Gargos não conseguiu sair do limbo durante o primeiro Killer Instinct, mas passou a manipular Jago para a destruição de seu inimigo. Com a morte de Eyedol, Gargos estava livre novamente. Furioso, Jago jura vingança contra Gargos, enquanto Combo e Orchid tentam voltar para seu tempo. Gargos ressuscita Spinal, que mesmo 2000 anos antes do primeiro Killer Instinct já estava morto, e seu povo para servirem a ele. Spinal obedece as suas ordens, mas não fica muito feliz em ter de serví-lo.

### Acontecimentos
- Kim Wu e Spinal se enfrentam. Um dos dois vence o outro, mas o deixa vivo, e ao partir de volta ao seu povo, o outro reaparece e destrói o vencedor e seu povo (o mais provável é que Spinal tenha vencido Kim Wu, mas ela sobreviveu e matou Spinal e seu povo).
- Tusk enfrenta Maya e também Combo, o que faz o boxeador pensar em ficar no passado e lutar nas arenas para ser um campeão lendário. Se ele fez isso ou não é incerto. Tusk e Maya também se apaixonam, mas fica a dúvida se o bárbaro fica ao lado da amazona ou se volta para sua vida de lutas e aventuras.
- Sabrewulf e Glacius se enfrentam e se tornam inimigos mortais, pois o licantropo desconfia que o povo de Glacius pode ter a cura para ele. Um pode ter matado o outro ou não, e Glacius pode ter achado seu povo ou não. O provável, pela introdução de Killer Instinct 2 e o final do outro Glacius, é que ele tenha encontrado seu povo e partido com eles.
- Jago, com certeza, teve que batalhar contra o novo Fulgore. Provavelmente ele venceu a luta, mas pode tanto ter vencido sozinho como tido a ajuda de Orchid.
- Por fim, o combate final aparentemente ocorre entre Orchid e Gargos. Durante a luta, Gargos revela a Orchid que ela e Jago são irmãos, e que a Ultratech enviou Fulgore ao passado uma vez para matar os dois ainda crianças, prevendo seus estragos, mas Fulgore só conseguiu matar os pais deles (os dois foram separados ainda crianças para segurança própria). Provavelmente Gargos foi destruído, mas apenas seu corpo físico: o melhor final de Orchid diz que a alma do vilão encarna em Sabrewulf e ataca a moça. Mas antes que Gargos possa matá-la, Jago surge e mata Sabrewulf, acabando com Gargos junto. Assim, os dois irmãos se reencontram e voltam para o presente, para terminar a luta contra a Ultratech.

### Erros cronológicos
Kim Wu é mencionada como descendente dos heróis que baniram Eyedol e Gargos. Então, ela seria do mesmo período que Jago e os outros lutadores. No entanto, a história dela não diz nada sobre ir para o passado ou voltar para o presente. No Killer Instinct Gold, nos cenários de Orchid e Combo, é possível ver prédios e ruas, sendo que o jogo acontece 2000 anos no passado. Na versão original de Arcade, como fundo há montanhas, realçando o fato de que o jogo se passa no passado.
Onde estão os outros heróis lendários? Maya é uma e Tusk pode ter sido outro, mas onde estariam o resto deles? Possivelmente Gargos matou eles quando voltou. Onde foi que Orchid, Combo e Sabrewulf arranjaram roupas diferentes para o Killer Instinct 2? Por que Orchid trocou seus sabres por duas tonfas e por que Thunder não foi levado junto com os outros heróis e por que glacius aparece no passado sendo que ele havia saido da terra e só depois que voltou (esse não é o Glacius Original, é seu ancestral de mesmo nome, um parente distante de 2000 anos atrás)?

## Personagens
Eyedol, Chief Thunder, Cinder e Riptor não retornam ao jogo. Em seus lugares, foram introduzidos quatro novos personagens: Gargos, Kim Wu, Maya and Tusk.

### Novos personagens
- Gargos: Um demônio que tem fogo no peito, ele é uma criatura de lobo, como Sabrewulf, mas é maior.
- Kim Wu: apesar de ter apenas 17 anos, Kim Wu foi nomeada a guardiã de seu povo. Kim é descendente dos heróis que baniram Eyedol e Gargos, e ao sentir o retorno de Gargos, ela parte para destruí-lo de vez.
- Tusk: Tusk é um guerreiro casado com Maya que está sempre em busca de novos desafios. Ao saber do retorno de Gargos, ele decide enfrentá-lo.
- Maya: rainha de uma tribo de Amazonas, Maya foi uma das heroínas que ajudou a selar os lordes da guerra. Mas com o retorno de Gargos, ela é expulsa de sua tribo. Agora, para recuperar seu trono, Maya deve vencer Gargos mais uma vez.

## Killer Instinct Gold
Killer Instinct Gold é a versão de Nintendo 64 de Killer Instinct 2. Ela foi lançada pouco tempo após o console. Entretanto, KI2 e KI Gold são o mesmo jogo, mas com algumas diferenças, como ter mais opções na versão Gold, como o "Team Battle", onde cada um pode jogar com até os 11 jogadores; "Team Elimination Battle", no qual o jogador é obrigado a acabar com os seus oponentes usando os movimentos fatais (movimentos de finalização, semelhantes aos Fatalities da série Mortal Kombat) ao invés de simplesmente derrotá-los com movimentos normais; e Training e Advanced Training, no qual o jogador pode aprender os movimentos básicos e avançados do jogador que ele escolher. KI Gold também é compatível com o "Controller Pak" do Nintendo 64 para salvar opções e placares, embora o cartucho tenha uma bateria interna.
No entanto, ao contrário da versão de arcade, esta versão de console teve a maior parte de suas cenas, encerramentos etc e até vários quadros de animação removidos devido a limitação do hardware do cartucho do Nintendo 64. Isto aconteceu por causa do sistema básico do cartucho que, por causa das cutscenes serem exibidas em tela cheia poderiam ocupar centenas de megabytes de espaço. Alguns quadros tiveram de ser removidos ou substituídos. Para compensar a perda de animação, todas as fases do jogo foram completamente renderizadas em 3D.

## Recepção
Killer Instinct Gold apareceu em quatro categorias da Nintendo Power Awards 1996, entre elas: "Melhor Jogo de Luta de Torneio" (1º colocado), "Melhor Código" (1º colocado), "Melhor Jogo Multi-Player" (2º colocado) e "Melhor Controle do Jogador" (3º colocado).